# L'ultimo libro
L'ultimo libro (Best Sellers) è un film del 2021 diretto da Lina Roessler. Il film è una commedia drammatica interpretato da Michael Caine, Aubrey Plaza, Scott Speedman, Ellen Wong, Cary Elwes e Veronica Ferres.

## Trama
Harris Shaw è uno scrittore che non pubblica un romanzo da quarant'anni, dopo la morte della moglie si è isolato nella casa dove hanno vissuto e riceve avvisi di pignoramento per debiti che non può saldare. Lucy Stanbridge ha ereditato la casa editrice di suo padre ma, a causa di basse vendite e nessuna nuova pubblicazione, è sull'orlo del fallimento; non intende perdere l'azienda di famiglia, tanto meno venderla a Jack che le fa proposte di continuo. Lucy con l'aiuto di Ellen, la sua assistente, cercano un modo di risollevare le sorti della casa editrice passando in rassegna tutti i contratti attivi che hanno con i vari scrittori; proprio in questa ricerca scoprono Harris e che per via del contratto firmato deve pubblicare ancora un libro.
Le due si armano di buoni propositi e decidono di incontrarlo ma le cose non vanno come previsto. Ormai disperata, Lucy decide di accettare l'ultima proposta di Jack ma al momento di concludere il contratto irrompe nell'ufficio Harris con un nuovo romanzo. I due si accordano su come pubblicarlo e promuoverlo così i due partono per un tour promozionale. Harris inizialmente è restio e, nonostante le diverse serate di promozione, le vendite del nuovo libro non decollano, nemmeno dopo che Lucy decide di vendere anche magliette personalizzate durante le serate. I due si conoscono sempre di più e si instaura fiducia; questa situazione porta Lucy a provare un nuovo approccio pubblicando video su internet con ragazzi che leggono parti del libro di Harris e le vendite decollano. Durante il viaggio di rientro Lucy si ferma alla casa di riposo dove è ricoverato suo padre per alzheimer, qui Harris le rivela che il suo romanzo non fu editato da Joseph, padre di Lucy, ma da sua moglie, Elizabeth, nonostante sul libro venga riportato Joseph. Harris se ne va e passando davanti ad una libreria con la vetrina piena di suo libri decide di entrare e darsi fuoco con loro finendo in ospedale. Drew visto il successo della casa editrice di Lucy decide di incontrarla per venderle il suo nuovo libro quando Lucy viene chiamata dall'ospedale che le comunica i problemi di salute di Harris e che non gli rimangono molti giorni di vita.
Lucy decide di riportare Harris a casa sua e di assisterlo, in questi giorni tiene fede ad una promessa che gli aveva fatto ovvero quello di leggere il suo primo romanzo. Visto l'ormai crescente fama di Harris, la banca decide di comunicare il pignoramento e che avverrà un'asta entro due settimane, Lucy si oppone e inizia a pensare ad un modo di aiutarlo; questo la porta a prendere una scelta molto difficile, vende la sua azienda a Jack. Nel frattempo che Lucy era impegnata, Harris con le sue ultime forze le scrive una lettera che lei trova solo dopo la sua morte, insieme ad essa rinviene anche una chiave di un baule in soffitta contenente decide di manoscritti di Harris da editare e pubblicare.

## Produzione

### Sceneggiatura
La sceneggiatura è stata premiata con la prestigiosa Nicholl Fellowship in Screenwriting nel 2015.
Il progetto è stato annunciato nel maggio 2019 mentre veniva presentato durante il festival di Cannes. Michael Caine è stato scelto come protagonista e Lina Roessler ha fatto il suo debutto alla regia. L'inizio delle riprese principali era inizialmente previsto per luglio dello stesso anno. Tuttavia non sono state annunciate ulteriori novità fino al successivo novembre, quando al cast si unirono Aubrey Plaza e Scott Speedman. Ellen Wong e Cary Elwes si unirono al cast del film a dicembre.

### Cast
- Michael Caine nel ruolo di Harris Shaw
- Aubrey Plaza nel ruolo di Lucy Stanbridge
- Scott Speedman nel ruolo di Jack Sinclair
- Ellen Wong nel ruolo di Rachel Spence
- Cary Elwes nel ruolo di Halpren Nolan
- Veronica Ferres nel ruolo di Drew Davis

### Riprese
Le riprese principali del film sono iniziate nel novembre 2019 a Montréal e la conclusione era prevista il 12 dicembre.

## Colonna sonora
La colonna sonora del film è stata composta da Paul Leonard-Morgan.

### Album
L'album è stato pubblicato dalla ASV Publishing Limited il 31 dicembre 2021 con il titolo Best Sellers (Original Motion Picture Soundtrack).

#### Tracce
1. Shaw's Theme – 1:05
2. He Owes Us – 2:24
3. From the Root to the Fruit – 2:20
4. Pound of Flesh – 1:43
5. Tell Me the Truth – 1:11
6. Bullshite – 1:34
7. Croth Rocket – 0:41
8. Drive Thru – 2:11
9. Heading to the Motel – 0:34
10. Little Book Readings – 1:37
11. The Lizard Lounge – 0:45
12. Reading – 2:10
13. Those Are My Words – 2:39
14. You Fraud – 1:12
15. Lucy's Plan – 1:15
16. Diagnosis – 1:48
17. Shaw in Hospital – 2:17
18. Won't Be For Long – 1:04
19. Lucy Grabs Her Gun – 1:23
20. Goodbyes – 3:02
21. Shaw – 1:58
22. When I Go – 1:51
23. Last Words – 2:05

## Distribuzione
Il film era stato selezionato per l'anteprima mondiale nel mese di marzo al festival internazionale del cinema di Berlino ma non è mai stato presentato a causa del COVID-19. Nel luglio 2021, Screen Media Films acquisì i diritti di distribuzione del film negli Stati Uniti.

### Data di uscita
La Screen Media Films ha distribuito il film negli Stati Uniti d'America contemporaneamente nelle sale e in video on demand il 17 settembre 2021, nello stesso giorno la Mongrel Media ha distribuito il film in Canada. In Italia il film è stato proiettato in anteprima al Bari International Film Festival.
Le date di uscita internazionali nel corso del 2021 sono state:
- 7 agosto in Australia
- 9 settembre in Grecia
- 10 settembre in Turchia (Çok Satanlar)
- 17 settembre negli Stati Uniti d'America, Canada e in India
- 23 settembre in Ucraina (Бестселер)
- 29 settembre in Italia
- 30 settembre in Kazakistan e in Russia (Бестселлер)
- 17 ottobre in Francia
- 18 ottobre in Spagna e nei Paesi Bassi
- 27 ottobre nel Regno Unito
- 30 dicembre in Singapore

Le date di uscita internazionali nel corso del 2022 sono state:
- 13 gennaio in Portogallo
- 27 gennaio negli Emirati Arabi Uniti, Kuwait e in Libano

## Accoglienza

### Critica
Sul sito web di recensioni Rotten Tomatoes, il film ha un rating di approvazione del 54%, sulla base di 54 recensioni, e un rating medio di 5,3/10. Su Metacritic ha un punteggio medio ponderato di 54 su 100, basato su 11 recensioni, indicato come "recensioni miste o medie".